# Aminata Touré (senegalesisk politiker)
 Ikke at forveksle med Aminata Touré (tysk politiker).
Aminata Touré (født 12. oktober 1962) er en senegalesisk politiker, der var premierminister i Senegal fra 1. september 2013 til 4. juli 2014. Hun var den anden kvindelige premierminister i Senegal efter Mame Madior Boye. Tidligere var hun justitsminister fra 2012 til 2013.
Da hun blev udnævnt til premierminister, var hun som justitsminister i gang med adskillige korruptionssager, der involverede tidligere regeringspersoner. Hun lovede at fortsætte kursen med "udvikling og forbedring af vores borgeres levevilkår." Hun er blevet kaldt "Iron Lady" i pressen på grund af hendes anti-korruptionskampagne og platform. Hun har tidligere arbejdet for kvinders rettigheder i UNFPA, FN's Befolkningsfond.

## Tidligt liv og karriere
Touré er datter af en læge og en jordemoder. Hun gik i skole i Tambacounda, hvor hendes far var udstationeret, og siden et år i Kaolack for at afslutte gymnasiet i Dakar. Hun studerede i Frankrig, hvor hun opnåede en kandidatgrad i økonomi i Dijon og en postgraduate grad i virksomhedsledelse i Aix-en-Provence og en PhD i International finansial ledelse fra l’École internationale de management de Paris.
I sin ungdom spillede Touré fodbold for Dakar Gazelles.

## Politik
Touré har været politisk aktiv på venstrefløjen fra hun var 14 år. Hun førte for den senegaliske politiker Landing Savané i 1993 og meldte sig ind i hans socialistiske parti året efter. Nu repræsenterer hun partiet Alliance pour la République.

### Justitsminister
Hun har arbejdet for at bekæmpe korruption. Som justitsminister arbejdede hun også på at reformere retssystemet ved at reducere den tid, borgerne skulle vente på en retssag, og ved at strømline retssystemet. Hun undersøgte tidligere regeringsembedsmænd, der var ansat under den tidligere præsident Abdoulaye Wade, inklusive den tidligere præsidents søn, Karim Wade.

### Premierminister
Efter selv at have meddelt, at hun var udnævnt til premierminister, udnævnte hun derefter kontroversielt Sidiki Kaba til at erstatte hende som justitsminister. Han blev senere kritiseret på grund af sit arbejde med afkriminalisering af homoseksualitet. Hendes regering blev også kritiseret af feminister, da kun fire ud af 32 ministre var kvinder.
Den 4. juli 2014 blev hun afskediget som premierminister af præsident Macky Sall efter hun at ikke var blevet valgt i Dakar ved lokalvalget i 2014.

### Præsidentens særlige udsending
Tre måneder efter at have forladt premierministerposten, blev Aminata Toure udnævnt af præsident Macky Sall til en særlig udsending for præsidenten.

### Politisk mening
I marts 2025 udtalte Aminata Touré sig imod CFA-francen i Afrika.